# ادهیگاندی
ادهیگاندی (به انگلیسی: Adheigundi) یک روستا در هند است که در Cuttack district واقع شده‌است.